# Холмы (муниципальный округ Егорьевск)
Холмы́ — деревня в муниципальном округе Егорьевск Московской области России.

## География
Деревня Холмы расположена в северо-западной части муниципального округа Егорьевск, примерно в 2 километрах к югу от города Егорьевск. Через деревню протекает река Гуслянка. Высота над уровнем моря 154 метров.

## Название
В письменных источниках деревня упоминается как село Холмы (1358 год), пустошь Васцина (конец XVI — середина XVIII вв.), сельцо Васцино (1763, 1782 годы), позже отмечены оба названия Васцино, Холмы тож (1790-е гг.). С 1926 года название Холмы стало единственным.
Название Васцино связано с некалендарным личным именем Восца. Современное наименование обусловлено расположением деревни на горке.

## История
Впервые село Холмы упоминается в духовной грамоте великого князя Ивана Ивановича в 1358 году. К концу XVI века село опустело, в источниках упоминается пустошь Васцина. Со второй половины XVIII века пустошь вновь заселяется.
До отмены крепостного права деревней владела помещица Протопопова. После 1861 года деревня вошла в состав Бережковской волости Егорьевского уезда. Приход находился в Погосте Крутины.
В 1926 году деревня входила в Холмовский сельсовет Егорьевской волости Егорьевского уезда.
До 2006 года Холмы входили в состав Селиваниховского сельского округа Егорьевского района.
Входит в состав городского поселения Егорьевск.

## Демография
В 1905 году — 435 человек (207 мужчин, 228 женщин), в 1926 году — 482 человека (230 мужчин, 252 женщины). По переписи 2002 года — 214 человек (93 мужчины, 121 женщина). Население — 221 человек (2010).
| 1859 | 1868 | 1885 | 1905 | 1926 | 2002 | 2006 |
| ---- | ---- | ---- | ---- | ---- | ---- | ---- |
| 271  | ↘255 | ↗320 | ↗435 | ↗482 | ↘214 | ↘183 |
| 2010 |      |      |      |      |      |      |
| ↗221 |      |      |      |      |      |      |